# Acrochordus arafurae
Acrochordus arafurae là một loài rắn trong họ Acrochordidae. Loài này được Mcdowell mô tả khoa học đầu tiên năm 1979.

## Hình ảnh

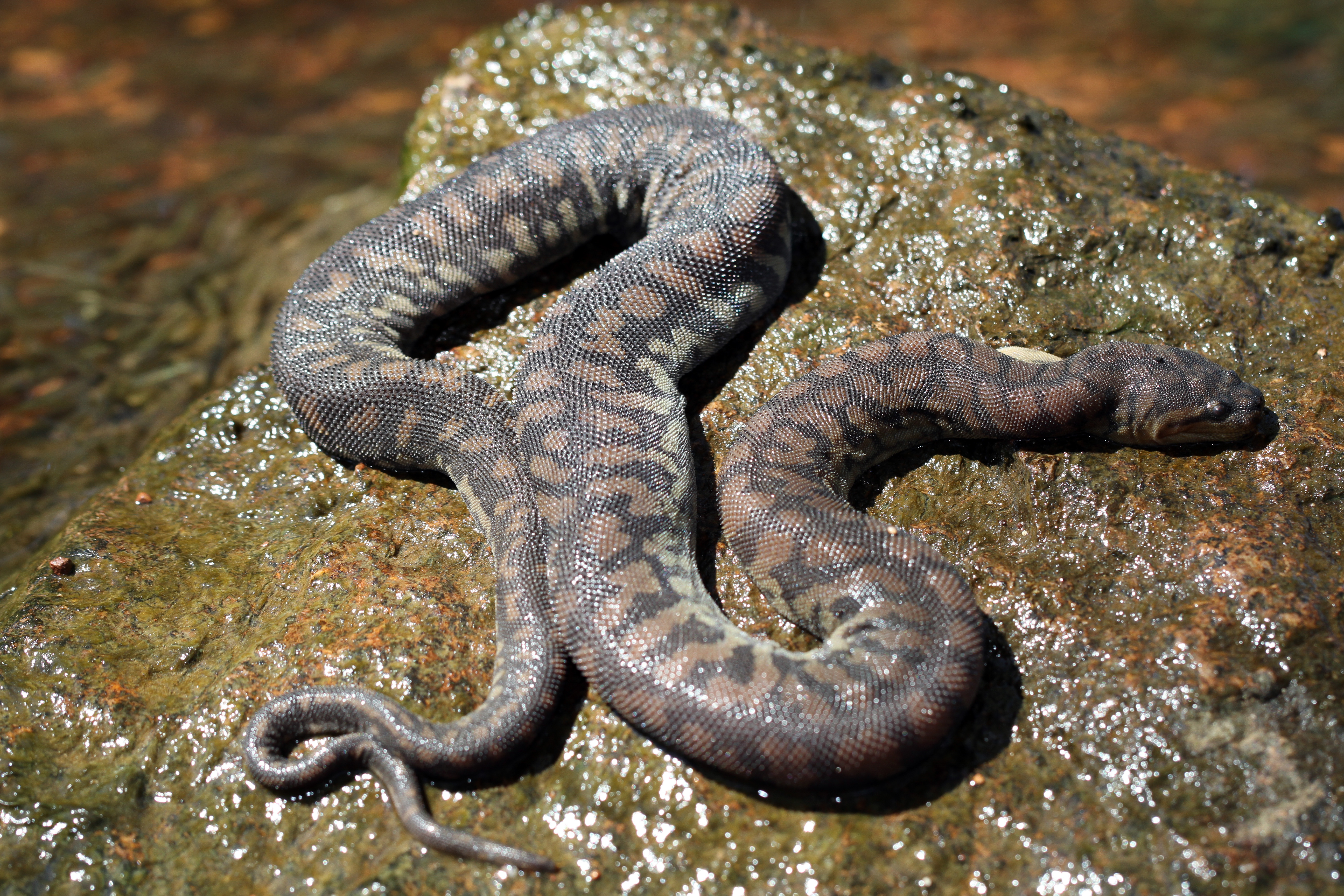
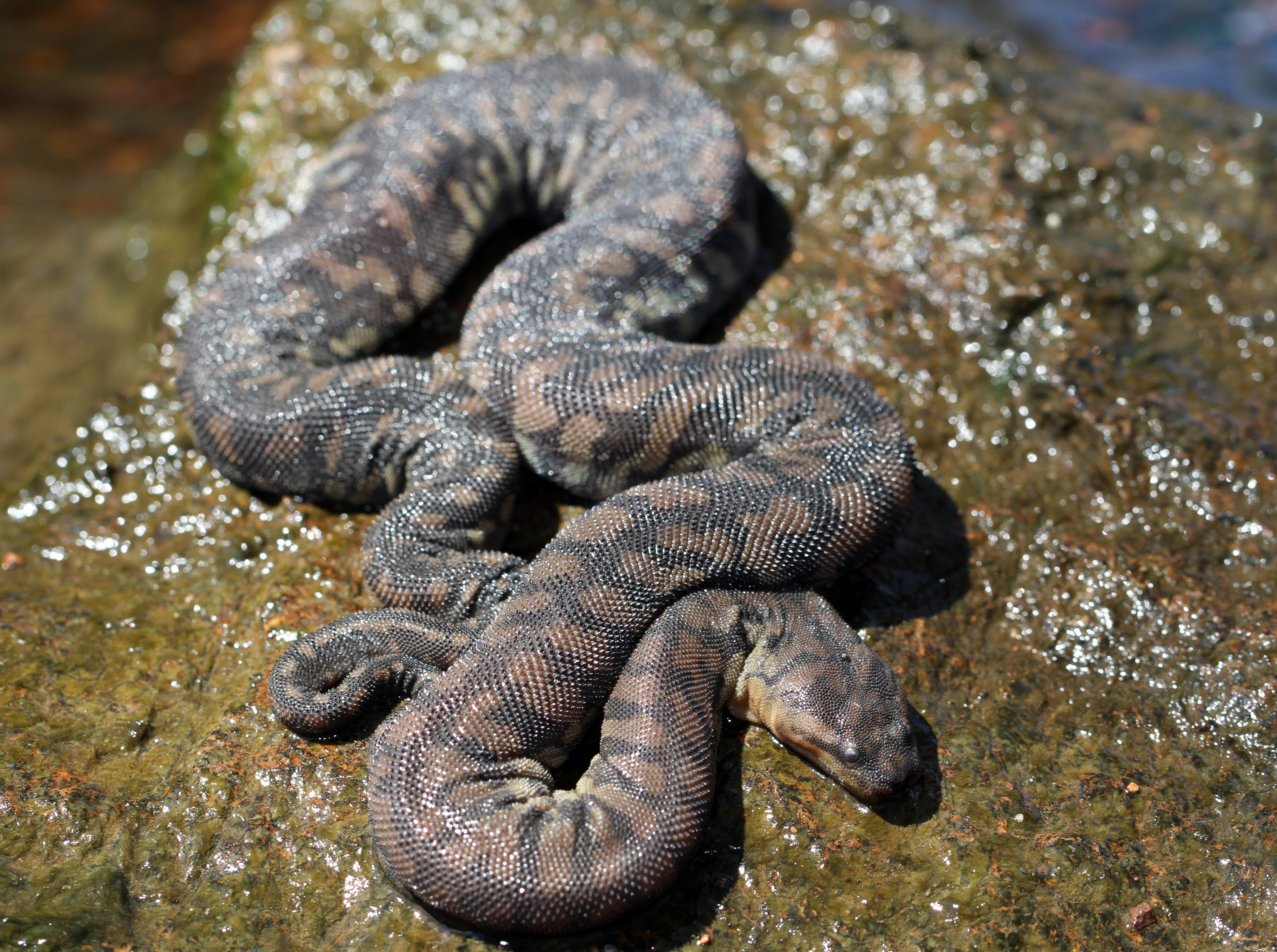
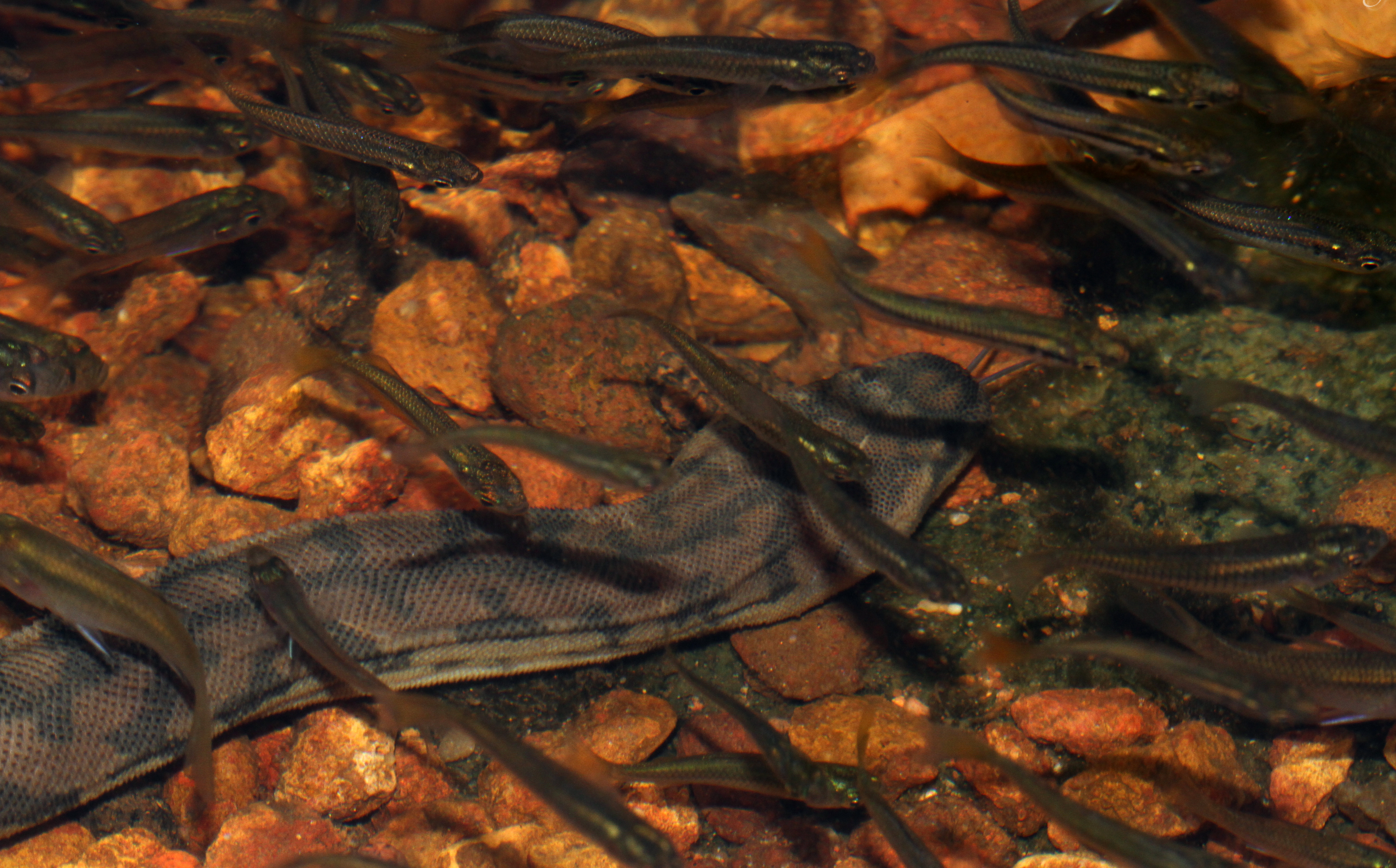
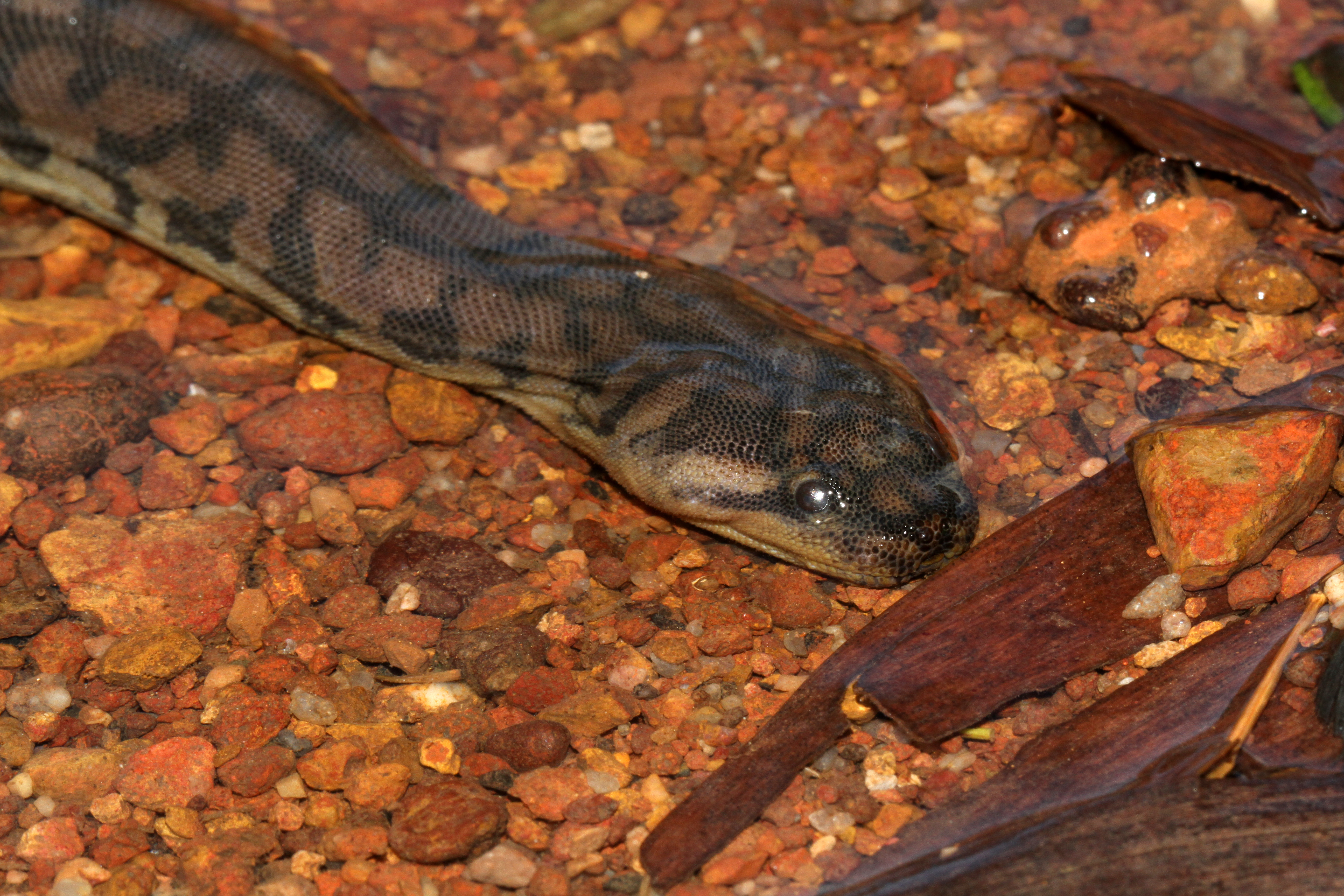